# Ranovac
Ranovac (em cirílico:Рановац) é uma vila da Sérvia localizada no município de Petrovac na Mlavi, pertencente ao distrito de Braničevo, na região de Mlava. A sua população era de 1543 habitantes segundo o censo de 2009.

## Demografia
| 1948  | 1953  | 1961  | 1971  | 1981  | 1991  | 2002  |
| ----- | ----- | ----- | ----- | ----- | ----- | ----- |
| 3 367 | 3 448 | 3 426 | 3 212 | 3 038 | 2 787 | 1 779 |